# Delahaye Type 112

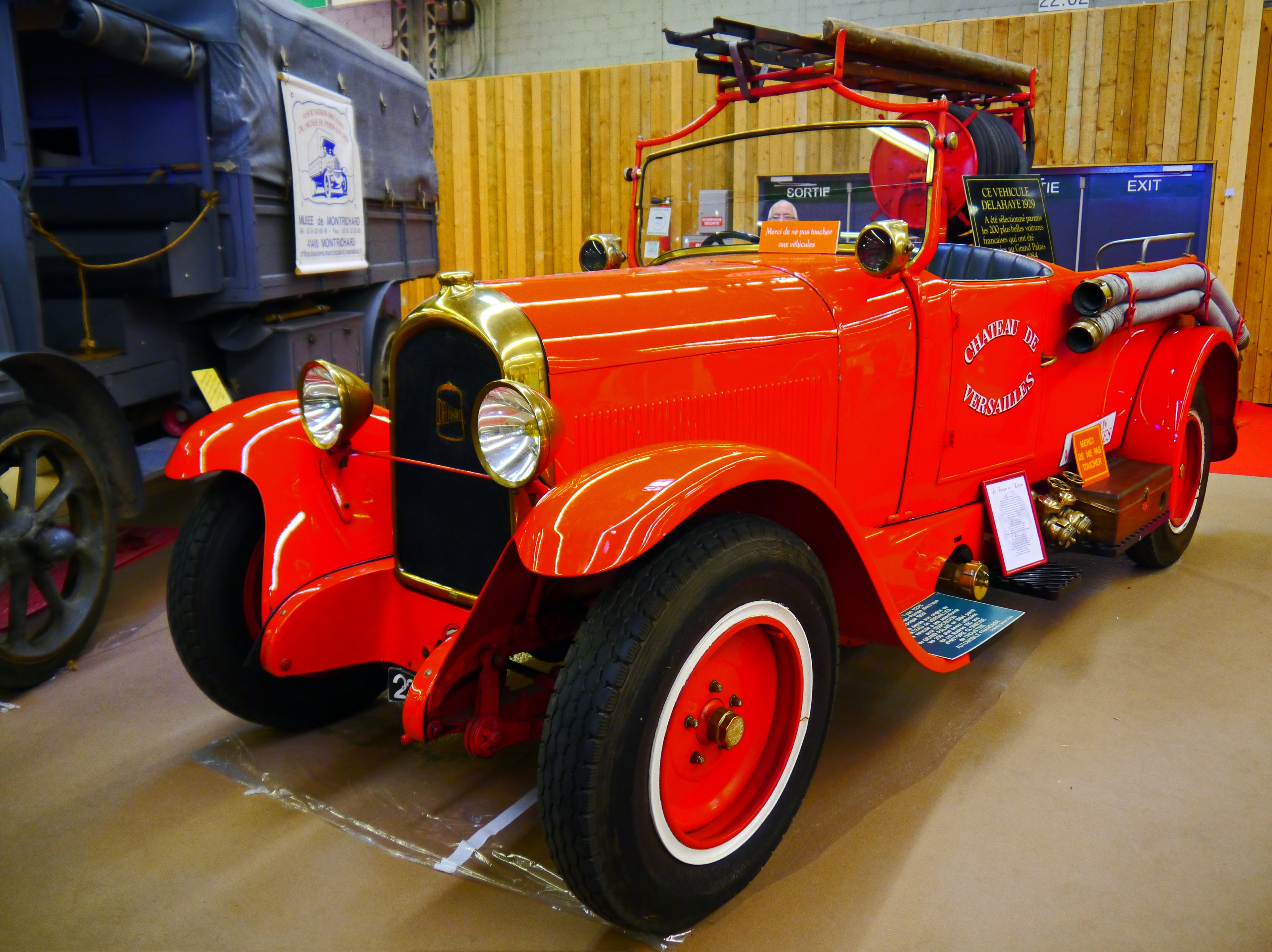
Type 112 als Feuerwehrfahrzeug

Der Delahaye Type 112 ist ein Pkw- und Lkw-Modell der Zwischenkriegszeit. Hersteller war Automobiles Delahaye in Frankreich.

## Beschreibung
Delahaye entwarf das Fahrzeug und stellte 1927 in einer Vorserie sieben Fahrzeuge her. Dann kam es zur Zusammenarbeit mit Chenard & Walcker, die 1928 in der ersten Serie 200 Fahrzeuge herstellten und als Chenard & Walcker U 8 verkauften. Die zweite und dritte Serie stellte Delahaye 1929 wieder selber her, und zwar in einer Stückzahl von 187 Fahrzeugen. Davon abweichend wurde das Modell 1930, 1931 und 1932 noch angeboten. Einer weiteren Quelle zufolge endete die Produktion erst 1934. Nachfolger wurde der Delahaye Type 126.
Der Sechszylinder-Ottomotor war in Frankreich mit 16 CV eingestuft. Er hat 74,5 mm Bohrung, 110 mm Hub und 2877 cm³ Hubraum. Der Monoblockmotor leistet 53 PS. Er ist vorn im Fahrgestell eingebaut und treibt die Hinterachse an.
Der Radstand beträgt 346 cm. Bekannt sind die Karosseriebauformen Limousine, Pullman-Limousine, Faux Cabriolet, Tourenwagen und Cabriolet. Dazu kamen Einzelstücke von Karosseriebauunternehmen. 105 km/h Höchstgeschwindigkeit sind möglich.
Es gab auch Aufbauten als Feuerwehrfahrzeug.
Eine Limousine von 1929 wurde 2018 für 20.400 Euro versteigert.